# 施秉県
施秉県（しへい-けん）は中華人民共和国貴州省黔東南ミャオ族トン族自治州に位置する県。

## 行政区画
下部に5鎮、3郷を管轄する
- 鎮
  - 城関鎮、楊柳塘鎮、双井鎮、牛大場鎮、馬号鎮
- 郷
  - 白垜郷、甘渓郷、馬渓郷

## 交通

### 鉄道
- 中国鉄路総公司
  - 滬昆線
    - 施秉駅

### 道路
- 高速道路
  - S62 余安高速道路
  - S84 天黄高速道路